# Litiu (medicament)
Compușii litiului, cunoscuți și sub denumirea de săruri de litiu, sunt utilizați în principal ca medicație psihiatrică. Acesta este utilizat în principal pentru a trata tulburare bipolară și trata tulburare depresivă majoră care nu se îmbunătățește în urma utilizării de antidepresive. În aceste tulburări, reduce riscul de sinucidere. Litiul se administrează pe cale orală.